# Hlásnice
Obec Hlásnice (německy Wächtersdorf) se nachází v okrese Olomouc v Olomouckém kraji, v Nízkém Jeseníku asi 2 km severně od Šternberka. Žije zde 260 obyvatel.

## Název
Název vesnice je zpodstatnělé přídavné jméno hlásná (tj. ves), jednalo se o vesnici lidí pověřených hlásnou, tedy hlídkovou službou. Do němčiny bylo jméno převedeno jako Wächtersdorf („Hlídačova ves“). V češtině se jméno zapisovalo i jako Hlásenice. Ves vznikla v 16. století na místě starší Velislavi a v 16. století se obě jména na čas uváděla souběžně, než koncem 16. století převládlo jméno Hlásnice.

## Historie
Na místě dnešní Hlásnice stávala zaniklá ves Velislav (v 15. a 16. století se psala jako Velislavov), o níž první písemná zmínka pochází z roku 1397 (Welislaw). Zmínka je zde o Slovanech, kteří svojí kolonizací pronikali až sem. O vojenském významu je už zmínka v úvodu a svědčí o ní název obce – první obyvatelé drželi nad Šternberkem stráže a hlásili příchozí cizince.
Krajina patřila Olomouci, ale už od 13. století přešlo území na pány ze Šternberka. Velký vliv měla zde církev a rod pánů ze Šternberka náležel k nejpřednějším rodům českým a moravským. Dějiny Hlásnice úzce souvisí s dějinami Šternberku, vzhledem ke své velikosti se však o ní nedochovaly téměř žádné zprávy. Ves Velislav je ta ves, která je uvedena v urbáři pod jménem Hlásnice, přeměna jména nastala před husitskými válkami.
Obec Hlásnice je charakterizována jako zemědělská obec s poměrně velkou plochou orné půdy. V minulosti zde byla těžba železné rudy. 6. května 1945 byla obec osvobozena, německé obyvatelstvo, které zde do té doby žilo, bylo odsunuto a obec byla osídlena českým obyvatelstvem. Od roku 1961 byla Hlásnice součástí Chabičova, spolu s ním pak od roku 1974 do roku 1990 součástí Šternberka, kdy se osamostatnila.
| Rok      | 1869 | 1880 | 1890 | 1900 | 1910 | 1921 | 1930 |
| -------- | ---- | ---- | ---- | ---- | ---- | ---- | ---- |
| Obyvatel | 297  | 300  | 344  | 327  | 303  | 312  | 301  |
| Domů     | 41   | 42   | 45   | 42   | 44   | 45   | 61   |
| Rok      | 1950 | 1961 | 1970 | 1980 | 1991 | 2001 | 2011 |
| Obyvatel | 186  | 215  | 144  | 127  | 136  | 145  | 201  |
| Domů     | 46   | 39   | 39   | 36   | 43   | 45   | 63   |

1. ↑  Z toho 299 osob národnosti německé a 2 československé.[10]

## Pamětihodnosti
- osmiboká kaple sv. Jiří z 30. let 20. století
- kamenný kříž z roku 1851